# Pohrebea
Pohrebea – wieś w Mołdawii, w rejonie Dubosary, w gminie Coșnița.

## Położenie, opis, demografia
Pohrebea położona jest w odległości 61 km na północny wschód od Kiszyniowa i jednego kilometra na południe od Dubosar. Pierwsza wzmianka o miejscowości pochodzi z 1770.
We wsi znajduje się zrujnowana cerkiew św. Aleksego zniszczona podczas II wojny światowej oraz nowa, wyświęcona w 2016 cerkiew św. Męczennika Mikołaja II i jego Rodziny. W okresie przynależności Mołdawii do ZSRR we wsi czynny był kołchoz. Podczas wojny o Naddniestrze, w marcu 1992, w rejonie wsi oraz sąsiednich miejscowości miały miejsce walki między wojskiem mołdawskim dążącym do zdobycia Dubosar a broniącymi ich oddziałami zwolenników niezależności lewego brzegu Dniestru. Władze nieuznawanego międzynarodowo Naddniestrza uważają za część swojego terytorium cały dawny rejon Dubosary, w tym Pohrebeę, faktycznie jednak miejscowość należy do tej części rejonu, która uznaje zwierzchność władz w Kiszyniowie.
Według danych spisu ludności Mołdawii w 2004 Pohrebeę zamieszkiwały 703 osoby, z czego niemal wszystkie, 98,86%, zadeklarowały narodowość mołdawską. Ponadto we wsi żyją osoby deklarujące narodowość rosyjską, ukraińską, gagauzką i inną.